# Jessica Chase
Jessica Chase (Montreal, 11 de julho de 1978) é uma nadadora sincronizada canadiana, medalhista olímpica.

## Carreira
Jessica Chase representou seu país nos Jogos Olímpicos de 2000, ganhando a medalha de bronze em Sydney 2000, com a equipe canadense, na condição de reserva.